# Israelische Badmintonmeisterschaft 2016
Die Israelische Badmintonmeisterschaft 2016 fand vom 19. bis zum 20. Januar 2016 in Nes Ziona statt.

## Medaillengewinner
| Disziplin    | Gold                               | Silber                        | Bronze                            |
| ------------ | ---------------------------------- | ----------------------------- | --------------------------------- |
| Herreneinzel | Misha Zilberman                    | Ariel Shainski                | Daniel Chislov                    |
| Herreneinzel | Misha Zilberman                    | Ariel Shainski                | Alexander Bass                    |
| Dameneinzel  | Dana Danilenko                     | Dana Kugel                    | Yuval Pugach                      |
| Dameneinzel  | Dana Danilenko                     | Dana Kugel                    | Yana Molodezki                    |
| Herrendoppel | Matan Zyskind Yonathan Levit       | Yael Moses Ilia Konyak        | May Bar Netzer Itamar Degany      |
| Herrendoppel | Matan Zyskind Yonathan Levit       | Yael Moses Ilia Konyak        | Philip Perlov Shoni Schwartzman   |
| Damendoppel  | Alina Pugach Yuval Pugach          | Yana Molodezki Dana Kugel     | Tatiana Altukhov Yuliya Shramkova |
| Damendoppel  | Alina Pugach Yuval Pugach          | Yana Molodezki Dana Kugel     | Linoy Tamayev Heli Neiman         |
| Mixed        | Misha Zilberman Svetlana Zilberman | Ariel Shainski Dana Danilenko | Daniel Chislov Yuval Pugach       |
| Mixed        | Misha Zilberman Svetlana Zilberman | Ariel Shainski Dana Danilenko | Matan Zyskind Lilach Shnaidman    |